# Castelo de Buchenek

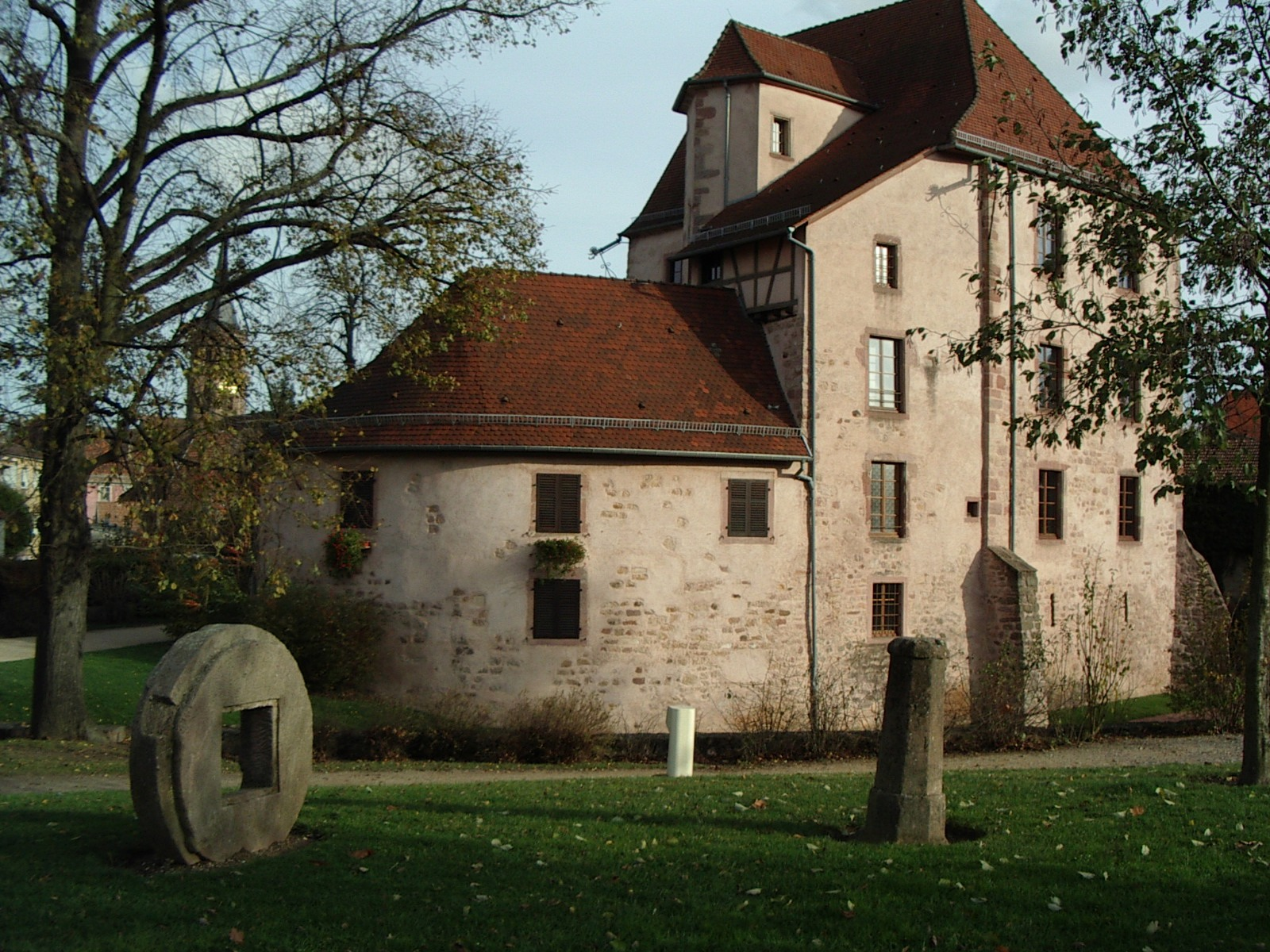
Château de Buchenek

O Castelo de Buchenek é um castelo na comuna de Soultz-Haut-Rhin em Haut-Rhin, na França. Datado da segunda metade do século XIII, foi possivelmente alterado no século XIV e no século XVI.
Comprado pela vila em 1976, o castelo passou por uma importante restauração e, desde 1990, funciona como museu municipal.
Está classificado desde 1984 como monumento histórico pelo Ministério da Cultura da França.